# FK Arsenal Tivat
Fudbalski klub "Arsenal" (FK Arsenal Tivat; FK Arsenal; Arsenal Tivat; Arsenal, ćirilica Фудбалски клуб Арсенал Тиват) je nogometni klub iz Tivta, Crna Gora. 
 
U sezoni 2019./20. "Arsenal" je član "Druge crnogorske nogometne lige".   

## O klubu
Klub je osnovan pod imenom "Orjen" (također se navodi i kao "Orjent", odnosno "Orijent") 1914. godine (po drugim izvorima 1919. godine). Klub je bio član Splitskog nogometnog podsaveza te se natjecao u njegovim natjecanjima, te poslije član Cetinjskog podsaveza. 1930-ih se "Orjen" spojio s lokalnim rivalom "Zrinjski" u zajednički klub, koji se nazvao "Arsenal"' po obližnjem objektu za popravak mornarice"MRTZ Sava Kovačević", koji se kolokvijalno zvao "Arsenal"., koji je pred početak Drugog svjetskog rata bio najuspješniji crnogorski klub van Podgorice i Cetinja, osvojivši orvenstvo Cetinjskog podsaveza 1937. godine. 
 
Poslije Drugog svjetskog rata "Arsenal" se pretežno natjecao u Republičkoj ligi Crne Gore te Podsaveznoj ligi Kotor (kasnije Područna liga Kotor, Crnogorska regionalna liga – Jug). U sezonama 1955./56., 1956./57., 1957./58. "Arsenal" se natjecao u Drugoj zonskoj ligi – skupina B. 
 
Od sezone 1991./92. pa do sezone 2005./06., u okviru prvenstava SRJ, odnosno Srbije i Crne Gore, "Arsenal" je bio pretežno član Crnogorske republičke lige. 
 
Osamostaljenjem Crne Gore, 2006. godine, "Arsenal" je postao član Druge crnogorske lige, u kojoj igra uz nekoliko sezona u Trećoj crnogorskoj ligi – Južna regija. 
 
Uz prefiks Fudbalski klub (FK), "Arsenal" je koristio još i Sportsko društvo (S.D.) i Nogometni klub (NK). 

## Uspjesi

### Nakon 2006. (Crna Gora)
Treća liga Crne Gore – Južna regija
- prvak: 2011./12., 2016./17.,
- doprvak: 2009./10., 2010./11., 2015./16., 2017./18.

Kup Crne Gore
- finalist: 2022./23.

Kup Južne regije
- pobjednik: 2009., 2010., 2011., 2017.

### Od 1946. do 1991. (FNRJ / SFRJ)
Crnogorska republička liga
- doprvak: 1950., 1958./59.
- trećeplasirani: 1953./54., 1968./69., 1970./71., 1971./72.

Podsavezna liga Kotor / Crnogorska regionalna liga – Jug
- prvak: 1958./59, 1979./80., 1983./84., 1987./88.

### Do 1941.
Prvenstvo Zetske i Primorske banovine (Splitski nogometni podsavez)
- doprvak: 1929. (Proljeće), 1930. (Proljeće), 1930. (Jesen)

Prvenstvo Cetinjskog nogometnog podsaveza
- prvak: 1937.
- doprvak: 1939., 1940.

## Pregled plasmana
| sezona    | rang lige | liga                              | poz.    | klubova u ligi | ut      | pob     | ner     | por     | gol+    | gol-    | bod     | napomene                  | izvori        |
| Arsenal   | Arsenal   | Arsenal                           | Arsenal | Arsenal        | Arsenal | Arsenal | Arsenal | Arsenal | Arsenal | Arsenal | Arsenal | Arsenal                   | Arsenal       |
| --------- | --------- | --------------------------------- | ------- | -------------- | ------- | ------- | ------- | ------- | ------- | ------- | ------- | ------------------------- | ------------- |
| 2006./07. | II.       | 2. crnogorska liga                | 5.      | 12             | 33      | 11      | 10      | 12      | 40      | 38      | 34      |                           | [ 1 ]         |
| 2007.08.  | II.       | 2. crnogorska liga                | 9.      | 12             | 33      | 9       | 11      | 13      | 28      | 30      | 38      |                           |               |
| 2008./09. | II.       | 2. crnogorska liga                | 11.     | 12             | 33      | 9       | 8       | 16      | 27      | 38      | 34 (-1) |                           | [ 2 ]         |
| 2009./10. | III.      | 3. crnogorska liga – Južna regija | 2.      |                |         |         |         |         |         |         |         |                           | [ 3 ]         |
| 2010./11. | III.      | 3. crnogorska liga – Južna regija | 2.      |                |         |         |         |         |         |         |         |                           | [ 3 ]         |
| 2011./12. | III.      | 3. crnogorska liga – Južna regija | 1.      |                |         |         |         |         |         |         |         | u kvalifikacije za 2. CFL | [ 3 ]         |
| 2011./12. | III.      | Kval. liga za 2. CFL              | 1.      | 3              | 4       | 3       | 0       | 1       | 7       | 4       | 9       |                           | [ 3 ]         |
| 2012./13. | II.       | 2. crnogorska liga                | 10.     | 11 (12)        | 30      | 5       | 14      | 11      | 24      | 38      | 29      |                           | [ 4 ]         |
| 2013./14. | II.       | 2. crnogorska liga                | 5.      | 12             | 33      | 13      | 7       | 13      | 37      | 44      | 46      |                           | [ 5 ]         |
| 2014./15. | II.       | 2. crnogorska liga                | 12.     | 12             | 33      | 9       | 5       | 19      | 30      | 47      | 32      |                           | [ 6 ]         |
| 2015./16. | III.      | 3. crnogorska liga – Južna regija | 2.      | 6              | 20      | 15      | 3       | 2       | 49      | 12      | 48      |                           | [ 3 ] [ 7 ]   |
| 2016./17. | III.      | 3. crnogorska liga – Južna regija | 1.      | 5              | 24      | 22      | 1       | 1       | 100     | 7       | 67      | u kvalifikacije za 2. CFL | [ 8 ] [ 9 ]   |
| 2016./17. | III.      | Kval. liga za 2. CFL              | 2.      | 3              | 4       | 2       | 0       | 2       | 4       | 4       | 6       |                           | [ 8 ] [ 9 ]   |
| 2017./18. | III.      | 3. crnogorska liga – Južna regija | 2.      | 6              | 20      | 15      | 2       | 3       | 80      | 22      | 47      | u kvalifikacije za 2. CFL | [ 10 ] [ 11 ] |
| 2017./18. | III.      | Kval. liga za 2. CFL              | 1.      | 3              | 4       | 2       | 2       | 0       | 5       | 2       | 8       |                           | [ 10 ] [ 11 ] |
| 2018./19. | II.       | 2. crnogorska liga                | 5.      | 10             | 36      | 13      | 10      | 13      | 34      | 29      | 49      |                           | [ 12 ]        |
| 2019./20. | II.       | 2. crnogorska liga                |         | 10.            |         |         |         |         |         |         |         |                           |               |
|           |           |                                   |         |                |         |         |         |         |         |         |         |                           |               |
|           |           |                                   |         |                |         |         |         |         |         |         |         |                           |               |

## Poznati igrači
- Ivica Kralj

## Unutrašnje poveznice
- Tivat

## Vanjske poveznice
- fkarsenal.me – službene stranice  Arhivirana inačica izvorne stranice od 24. veljače 2020. (Wayback Machine)
- NK Arsenal Tivat, facebook stranica
- FK Arsenal Tivat, facebook stranica
- worldfootball.net, FK Arsenal Tivat
- globalsportsarchive.com, FK Arsenal Tivat
- srbijasport.net, Arsenal
- sportdc.net, Arsenal
- int.soccerway.com, FK Arsenal Tivat
- transfermarkt.com, Arsenal Tivat
- hkv.hr, Ilija Janović – bivši dogradonačelnik Tivta, objavljeno 7. ožujka 2013.